# Wilda, Poznań

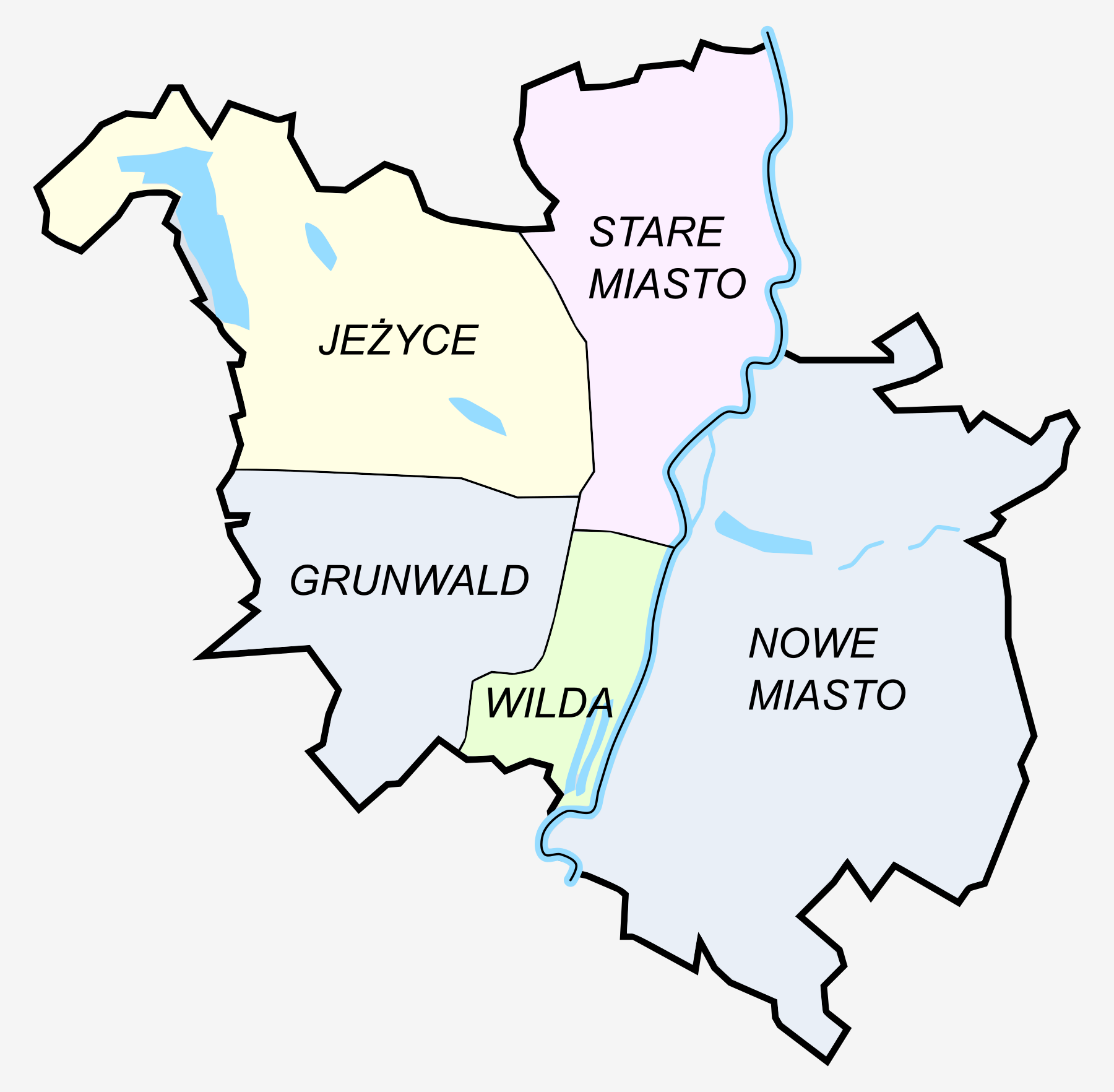
Các quận của chính quyền địa phương Poznań

Wilda [ˈvilda] (German Wilda hoặc Wilde) là một phần phía nam của thành phố Poznań ở phía tây Ba Lan. Đó là quận nhỏ nhất trong năm quận của chính phủ (dzielnicas) mà thành phố được chia trước năm 1990, và được giữ lại cho các mục đích hành chính nhất định.
Cái tên được sử dụng Wilda phổ biến hơn cả, đề cập đến một khu vực hẹp hơn - khu phố cũ (và làng cũ) của Wilda, trung tâm là chợ Rynek Wildecki. Điều này dẫn đến việc phần phía bắc của quận Wilda rộng hơn được thảo luận trong bài viết này, và tương ứng chặt chẽ với osiedle có tên Wilda trong bộ phận hành chính mới của Poznań. Khu vực rộng lớn hơn của Wilda cũng có hai osiedles khác: Zielony Dębiec ("Green Dębiec") và Świerczewo.
Huyện Wilda có diện tích 15 kilômét vuông (5,8 dặm vuông Anh), chiếm 5,8% tổng diện tích của Poznań. Dân số 63.800 người chiếm 11,1% tổng số thành phố. Mật độ dân số là 4.253 người / km²
Wilda được giới hạn bởi các quận Stare Miasto ("Phố cổ") ở phía bắc, Grunwald ở phía tây và Nowe Miasto ("Thị trấn mới") qua sông Warta ở phía đông. Nó cũng giáp với thị trấn Luboń ở phía nam.

## Địa lý

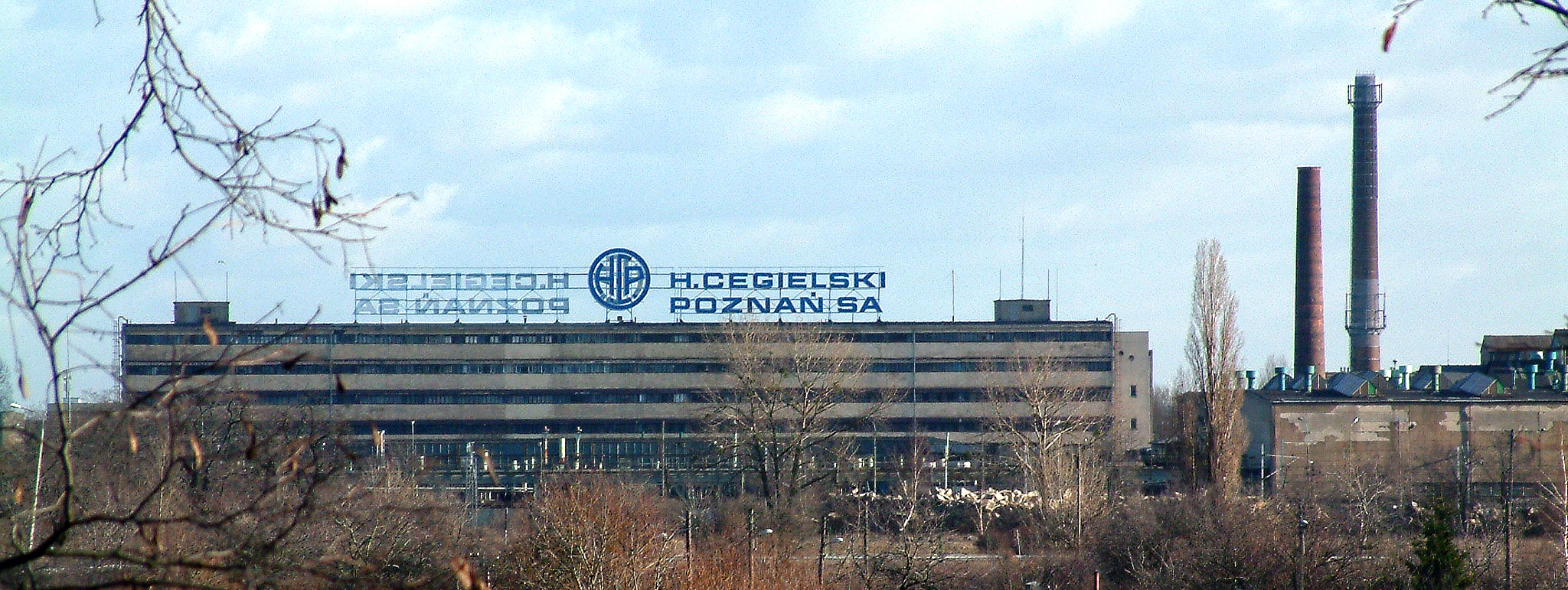
Quang cảnh nhà máy Cegielski

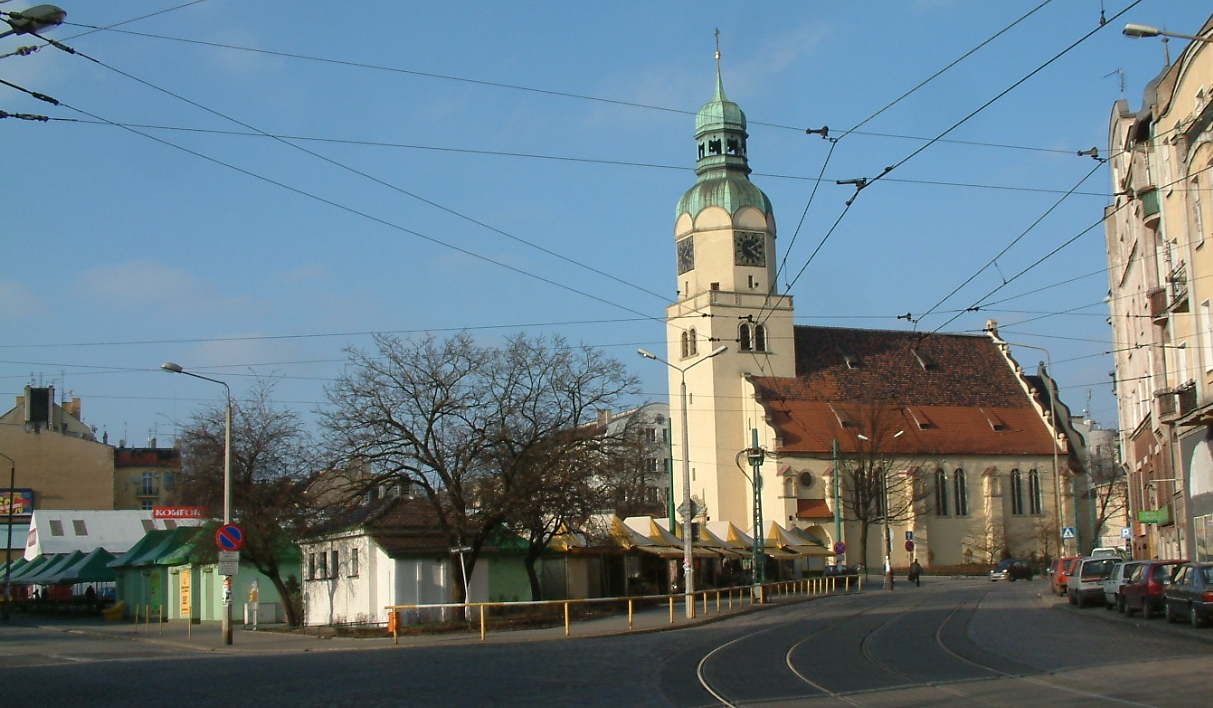
Rynek Wildecki

Khu phố cổ của Wilda nằm ở phía đông của nhà máy ZNTK. Điểm trung tâm của nó là Rynek Wildecki (Khu chợ Wilda), nơi có một khu chợ ngoài trời. Wilda trước đây có rạp chiếu phim ở phía bắc này (xây dựng 1962) đã bị đóng cửa từ năm 2006, nhưng bây giờ có một rạp chiếu phim mới ("Multikino 51", mở 1998) nằm ở rìa phía bắc của huyện.
Một vành đai đất xanh chạy dọc theo sông Warta ở rìa phía đông của huyện. Ở phía nam, bao gồm khu phức hợp công viên Dębina và mạng lưới cấp nước.
Ở phía tây của Dębina là khu dân cư của Dębiec, và phía tây của Dębiec là Świerczewo.

## Cư dân đáng chú ý
- Germaine Krull (1897 Từ1985), nghệ sĩ